# Titularbistum Plataea
Plataea (ital.: Platea) ist ein Titularbistum der römisch-katholischen Kirche.
Es geht zurück auf ein früheres Bistum der antiken griechischen Stadt Plataiai im Süden Böotiens, das der Kirchenprovinz Theben zugeordnet war.
| Titularbischöfe von Plataea |                                                    | |                    |                   |
| Nr.                         | Name                                               | Amt | von                | bis               |
| 1                           | Pavao Zorčić OSBM                                  | Apostolischer Vikar von Marča (Kroatien) | 20. November 1671  | 23. Januar 1685   |
| 2                           | Marko Zorčić                                       | Apostolischer Vikar von Marča (Kroatien) | 20. Februar 1688   | 1688              |
| 3                           | Isaija Popović OSBM                                | Apostolischer Vikar von Marča (Kroatien) | 5. November 1689   | 1699              |
| 4                           | Gabrijel Turčinović OSBM                           | Apostolischer Vikar von Marča (Kroatien) | 13. August 1701    | 1707              |
| 5                           | Grgur Jugović OSBM                                 | Apostolischer Vikar von Marča (Kroatien) | 20. Juni 1709      | 1709              |
| 6                           | Rafael Marković OSBM                               | Apostolischer Vikar von Marča (Kroatien) | 1. Januar 1712     | 1726              |
| 7                           | Georg Vučinić OSBM                                 | Apostolischer Vikar von Marča (Kroatien) | 25. April 1729     | 1733              |
| 8                           | Teophil Pašić OSBM                                 | Apostolischer Vikar von Marča (Kroatien) | 30. August 1738    | 1746              |
| 9                           | Heiliger José María Díaz Sanjurjo OP               | 5. September 1848 – 26. August 1852 Apostolischer Koadjutorvikar von Ost-Tonking, 26. August 1852 – 20. Juli 1857 Apostolischer Vikar von Zentral-Tonking (Kaiserreich Vietnam) | 5. September 1848  | 20. Juli 1857     |
| 10                          | Józef Maksymilian Staniewski                       | Weihbischof in Minsk-Mahiljou (Russisches Kaiserreich) | 27. September 1858 | 1871              |
| 11                          | Ferdinand Périer SJ Titularerzbischof pro hac vice | Koadjutorerzbischof von Kalkutta (Britisch-Indien) | 10. August 1921    | 23. Juni 1924     |
| 12                          | Sebastião Tomás OP                                 | Prälat von Santíssima Conceição do Araguaia (Brasilien) | 18. Dezember 1924  | 19. Dezember 1945 |
| 13                          | Juan Carlos Aramburu                               | Weihbischof in Tucumán (Argentinien) | 7. Oktober 1946    | 28. August 1953   |
| 14                          | Pierre Louis Marie Galibert TOR                    | Altbischof von São Luíz de Cáceres (Brasilien) | 27. April 1954     | 24. Dezember 1965 |